# Alessandro Brunoldi
Alessandro Brunoldi (all'anagrafe Alessandro Gian Maria Guglielmo Brunoldi) (Genova, 2 aprile 1888 – Ivrea, 30 giugno 1978) è stato un calciatore e allenatore di calcio italiano, di ruolo portiere o attaccante.
Ha sostenuto l'attività sportiva nella città di Ivrea: fu ginnasta, calciatore, cestista ed allenatore di queste discipline.

## Carriera

### Giocatore
Già ginnasta a corpo libero in vari tornei internazionali, si dedica con continuità al nuovo sport del football.
Dopo aver giocato nell'Andrea Doria II, Brunoldi figura nella rosa del Genoa già a partire dal 1907, fu impiegato nell'amichevole inaugurale del nuovo campo sportivo di San Gottardo dell'8 dicembre di quell'anno contro l'equipaggio della nave britannica Canopic. Anche l'anno seguente fu schierato in amichevoli e tornei non ufficiali.
Esordì in una competizione ufficiale con la maglia del Genoa il 17 gennaio 1909, nel pareggio esterno per uno a uno contro l'Andrea Doria, rivestendo il ruolo di portiere. In rossoblu disputò tre campionati, giocando anche nella squadra riserve, senza ottenere risultati di rilievo.
Passò nel 1912 all'Alessandria; Con i grigi giocò come attaccante, vincendo il campionato regionale del Piemonte 1912-1913 ottenendo la promozione in massima categoria. La stagione seguente ottiene il quinto posto del girone Ligure-Piemontese.
Durante la guerra si spostò in diversi club impegnati in amichevoli o nella Coppa Federale, ovvero nel Savona, nel Petrarca e nel Varazze.
Al termine del conflitto venne ingaggiato dallo Spes Genova, piazzandosi all'ultimo posto del girone ligure della Prima Categoria 1919-1920. La stagione seguente, sempre allo Spes, ottenne il sesto posto su otto del girone ligure della massima serie italiana.
Nel 1921 passa alla Sestrese, dove ottiene il quarto posto del girone ligure della Prima Categoria 1921-1922.

### Allenatore
Al termine della seconda guerra mondiale, fu a partire dal 1945 l'allenatore dell'Ivrea, che allora militava in Serie C, assemblando una squadra molto giovane che guidò all'8º posto.

## Altre attività
Brunoldi praticò da atleta varie discipline sia individuali che di squadra (atletica, pallacesto che come allora si chiamava il basket, eccetera), cosa che ne fece una figura di riferimento ad Ivrea per la capacità di scovare, allenare e crescere non solo calciatori ma anche mezzofondisti e saltatori.

## Palmarès

### Calciatore

#### Competizioni nazionali
- Promozione (calcio): 1

Alessandria: 1912-1913